# Buskgrönbulbyl
Buskgrönbulbyl (Andropadus importunus) är en afrikansk fågel i familjen bulbyler inom ordningen tättingar.

## Utseende och läte
Buskgrönbulbylen är en enhetligt färglöst olivgrön bulbyl, med något ljusare buk. Adulta fåglar har tydligt ljusa ögon, medan ungfåglarnas är mörka. Sången är ljudlig och gäll, i engelsk litteratur återgivet som "Willie! …..come out and play with me", avslutad med ett nasalt "sca-a-ared.". Nordliga fåglar har en avvikande sång med liknande karaktär.

## Utbredning och systematik
Buskgrönbulbyl placeras som enda art i släktet Andropadus. Den delas in i fyra underarter med följande utbredning:
- Andropadus importunus insularis – södra Somalia till Kenya och norra Tanzania samt ön Manda
- Andropadus importunus hypoxanthus – södra Tanzania till Malawi, Zambia, östra Zimbabwe och Moçambique
- Andropadus importunus oleaginus – södra Zimbabwe, södra Moçambique, nordöstra Sydafrika (söderut till norra KwaZulu-Natal) och östra Swaziland
- Andropadus importunus importunus - östra och södra Sydafrika (söderut utmed kusten till sydvästra Västra Kapprovinsen) och västra Swaziland

Vissa urskiljer även underarten fricki beskriven från höglänta centrala Kenya, men den anses numera oftast utgöra ungfågeln av insularis.

## Levnadssätt
Bukgrönbulbylen hittas på medelhög till hög nivå i skogar, skogsbryn och buskage upp till 2000 meters höjd. Den uppträder parvis och kan vara rätt svår att få syn på. Födan består av frukt och insekter.

## Status och hot
Arten har ett stort utbredningsområde och en stor population med stabil utveckling och tros inte vara utsatt för något substantiellt hot. Utifrån dessa kriterier kategoriserar internationella naturvårdsunionen IUCN arten som livskraftig (LC). Världspopulationen har inte uppskattats men den beskrivs som mycket vanlig utmed kusten och vanligt inåt landet.

## Bilder

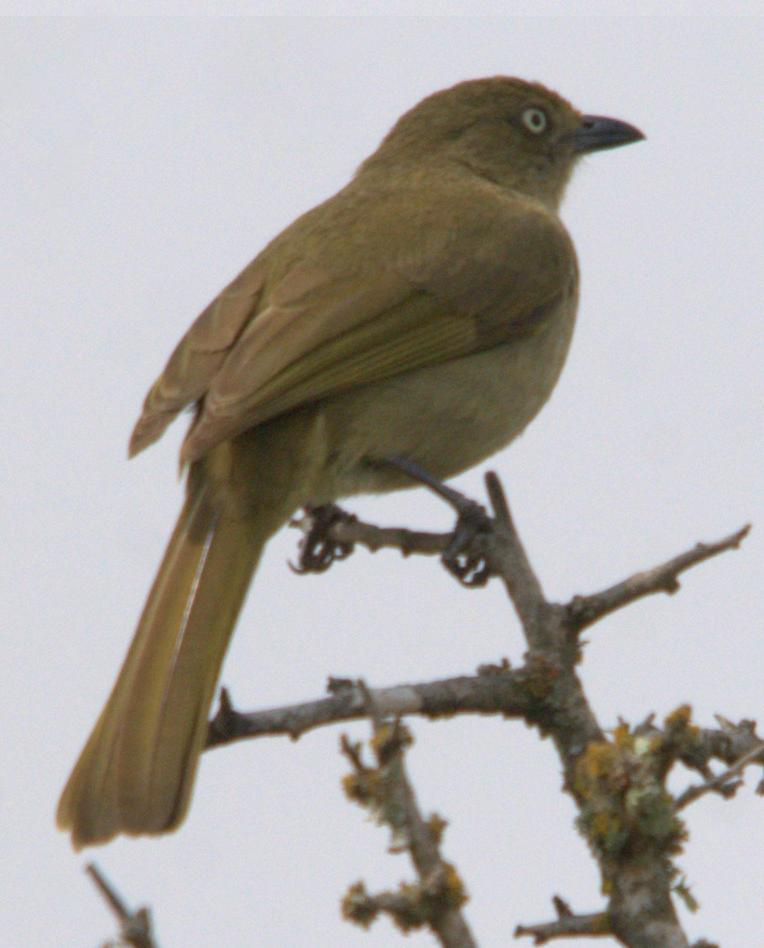
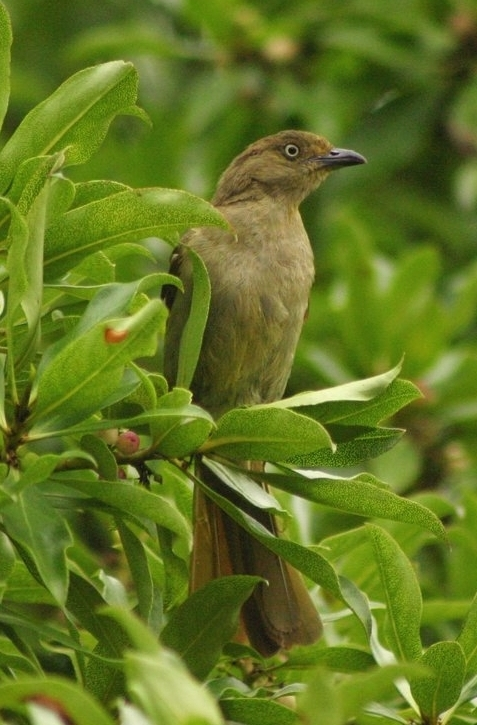